# Ängetjärnet, Värmland
Ängetjärnet är en sjö i Grums kommun i Värmland och ingår i Göta älvs huvudavrinningsområde.